# قائمة البعثات الدبلوماسية في بنغلاديش

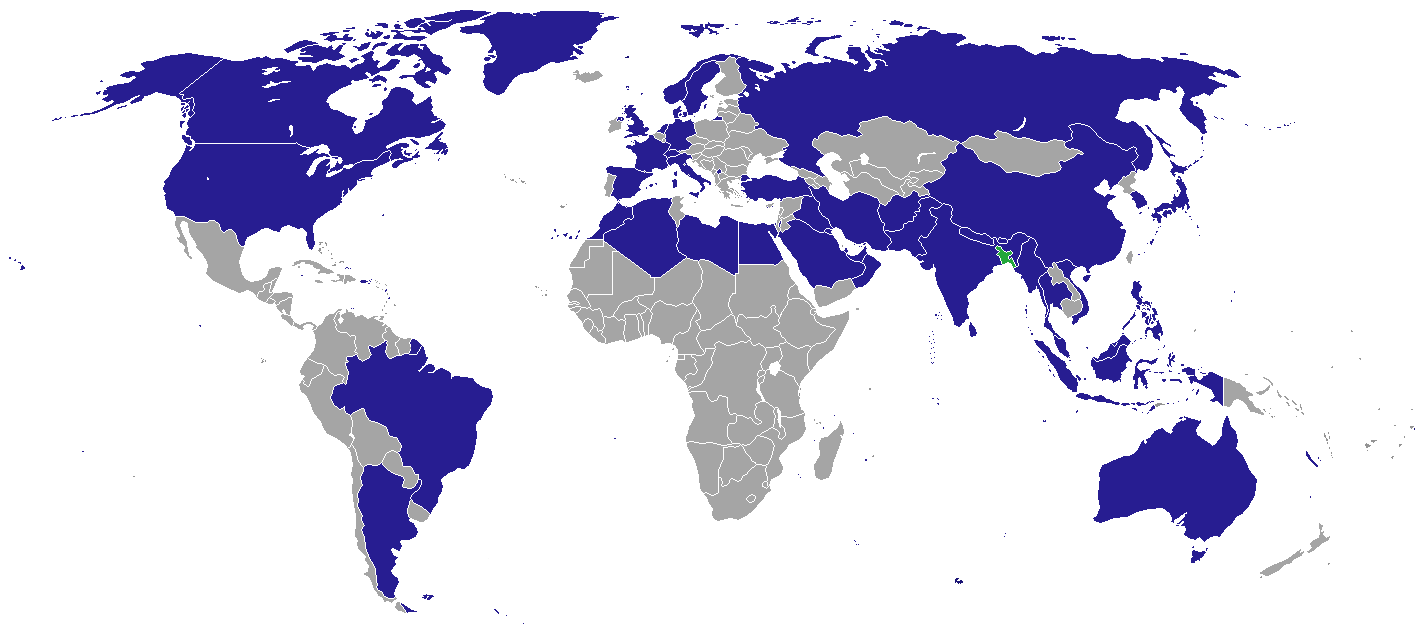
خريطة البلدان التي لها بعثات دبلوماسية في بنغلاديش

هذه قائمة بالبعثات الدبلوماسية في بنغلاديش. وتستضيف العاصمة دكا حاليا 50 سفارة/مفوضيات سامية مقيمة، بما في ذلك وفد الاتحاد الأوروبي. وتستضيف شيتاغونغ وراجشاهي ثلاث قنصليات. وهناك أيضا حوالي 39 قنصلية فخرية في دكا، وحوالي 42 بلدا آخر لدي ها بعثات معتمدة إلى بنغلاديش بإقامتها في دول مجاورة.
ترد أدناه البعثات المقيمة الموجودة حاليا في دكا، والقنصليات العامة في مدن أخرى في بنغلاديش، والبعثات المعتمدة (غير المقيمة).

## سفارات/مفوضيات سامية فيدكا

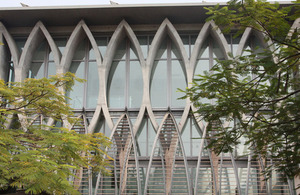
المفوضية السامية البريطانية في دكا

| - أفغانستان - الجزائر - أستراليا - بوتان - البرازيل - بروناي - كندا - الصين - الدنمارك - مصر - فرنسا - ألمانيا - الكرسي الرسولي - الهند - إندونيسيا - إيران - العراق - إيطاليا - اليابان - كوسوفو - الكويت - ليبيا - ماليزيا - جزر المالديف - المغرب - ميانمار - نيبال - هولندا - كوريا الشمالية - النرويج - عُمان - باكستان - فلسطين - الفلبين - قطر - روسيا - السعودية - كوريا الجنوبية - الصومال - إسبانيا - سريلانكا - السويد - سويسرا - تايلاند - تركيا - الإمارات العربية المتحدة - المملكة المتحدة - الولايات المتحدة - فيتنام |

## بعثات

### دكا
- الاتحاد الأوروبي (وفد)

## قنصليات عامة/قنصليات
شيتاغونغ
- الهند
- روسيا

راجشاهي
- الهند

سيلهيت
- المملكة المتحدة
- الهند

خولنا
- الهند

## سفارات/مفوضيات سامية بتمثيل غير مقيم
مقيمة في نيودلهي، الهند:
- الأرجنتين
- أذربيجان

- النمسا
- بلجيكا
- البوسنة والهرسك
- كمبوديا
- تشيلي
- كولومبيا
- كوبا
- قبرص
- جمهورية التشيك
- فنلندا
- جورجيا
- اليونان
- غواتيمالا
- المجر
- آيسلندا
- أيرلندا
- ليتوانيا
- موريشيوس
- المكسيك
- نيوزيلندا
- باراغواي
- بيرو
- بولندا
- البرتغال
- رومانيا
- صربيا
- سلوفاكيا
- سلوفينيا
- جنوب إفريقيا
- سوريا
- تنزانيا
- أوكرانيا
- أوغندا
- اليمن

مقيمة في إسلام آباد، باكستان:
- الجزائر
- البحرين
- الأردن
- كازاخستان
- لبنان
- الصومال
- السودان
- تونس

أماكن إقامة الأخرى:
- جامايكا (بكين)
- مالطا (فاليتا)

## بعثة غير مقيمة
مقيمة في نيودلهي، الهند
- جمهورية الصين

## وصلات خارجية
- Ministry of Foreign Affairs of Bangladesh
- Foreign Missions in Dhaka
- Export Promotion Bureau- Honorary consulates in Bangladesh